# 니시스즈란다이역
니시스즈란다이역(일본어: 西鈴蘭台駅, にしすずらんだいえき)은 일본 효고현 고베시 기타구에 있는 고베 전철 아오 선의 역이다. 역 번호는 KB42이다.

## 역사
- 1970년 6월 5일: 아오 선의 스즈란다이니시구치 ~ 아이나 사이에 신설 개통.
- 2001년 3월: 1,2번 선 폐지.
- 2017년 3월 25일: 다이아 개정에 따라 낮 시간대의 당역 회송 열차 부활.

## 역 구조
상대식 승강장 2면 2선의 지평역이다. 스즈란다이 방향 단선・시지미 방향 복선의 엇갈리는 역이기도 하다. 승강장 유효 길이는 5량이다. 역사는 3번 승강장의 아오 방향에 있고, 4번 승강장은 과선교로 연결된다.
과거에는 1,2번 선이 존재하였으나 지금은 현존하지 않는다.
2017년 3월의 다이아 개정으로 낮 시간대의 당역 발착의 열차가 설정되었으나 이 열차는 직접 회송하지 않고 1역 아오 방식의 아이나 역 유치선까지 회송되는 과정에서 일부 열차는 제외된다.
연선 광 네트워크에 접속된 역무 원격 시스템이 도입되고 있어, 센터 역에서 자동 매표기, 자동 개찰기, 자동 정산기, TV카메라, 인터폰, 셔터가 원격 조작된다. 이로 인하여, 역무원의 순회역이지만 역사가 있는 담당자가의 일이 많다는 현상으로 실용적으로는 유인역인 것이다.

### 승강장
| 3 | ■ 아오 선 | (하행) | 고바타・오시베다니・시지미・에비스・미키・오노・아오 방면 |
| 3 | ■ 아오 선 | (상행) | 스즈란다이・미나토가와・신카이치 방면                     |
| 4 | ■ 아오 선 | (상행) | 스즈란다이・미나토가와・신카이치 방면                     |

## 역 주변
- 택시 승강장(신테쓰 택시)
- 신테쓰 식채관(고베 전철 직영 슈퍼 마켓)
- 고베 기타 우체국
- 행복 마을
- 고베 유유노사토
- 고베 시립 히요도리고에 묘원
- 고베 시립 기타고요 초등학교
- 고베 시립 미나미고요 초등학교
- 고베 시립 스즈란다이 중학교
- 효고 현립 스즈란다이니시 고등학교
- 코프 고베
- 스즈란 병원
- 행복 플라자

## 인접역
| 고베 전철 아오 선                     | 고베 전철 아오 선 | 고베 전철 아오 선         |
| ------------------------------------- | ----------------- | ------------------------- |
| KB41 스즈란다이니시구치 신카이치 방면 | ■ 쾌속            | 오시베다니 KB47 아오 방면 |
| KB41 스즈란다이니시구치 신카이치 방면 | ■ 급행            | 고바타 KB45 아오 방면     |
| KB41 스즈란다이니시구치 신카이치 방면 | ■ 준급 ■ 보통     | 아이나 KB43 아오 방면     |